# Oggetti astronomici più distanti
Questa è una lista di oggetti astronomici più distanti conosciuti.
A parte le galassie che sono a noi relativamente vicine, per tutti gli oggetti astronomici posti al di là della nostra Via Lattea la distanza viene dedotta in base al redshift cosmologico della loro luce emessa. Per loro natura, oggetti molto distanti tendono ad apparirci di debole intensità, e la determinazione della reale distanza risulta difficile e soggetta ad errori. La misurazione può essere effettuata attraverso due tecniche: la spettroscopia e il redshift fotometrico. La prima è generalmente ritenuta più precisa ed affidabile perché il redshift fotometrico, invece, tende a produrre errori a causa di interferenze generate da fonti a redshift più bassi e con spettro insolito. Per questo la spettroscopia viene considerata indispensabile qualora sia necessario calcolare la distanza di un oggetto remoto in modo definitivo, mentre la fotometria determina il redshift di sorgenti candidate ad essere annoverate tra oggetti molto distanti. Per la loro distinzione dal punto di vista descrittivo, per la fotometria alla z di redshift viene aggiunta una p (zp).

## Oggetti estremamente distanti (Miliardi di anni luce) (Redshift spettroscopico)
| Nome | Redshift (z) | Distanza percorsa dalla luce§ (Miliardi di anni luce) | Tipo              | Note                                 |
| --- | ------------ | ----------------------------------------------------- | ----------------- | ------------------------------------ |
| JADES-GS-z14-0 | 14,32        | 13,6                                                  | Galassia          | Galassia confermata                  |
| HD1 | 13,27        | 13,5                                                  | Galassia          | Galassia confermata                  |
| JADES-GS-z13-0 | 13,2         | 13,4                                                  | Galassia          | Galassia confermata                  |
| GN-z11 | 11,1         | 13,4                                                  | Galassia          | Galassia confermata                  |
| EGSY8p7 | 8,68         | 13,2                                                  | Galassia          | Galassia confermata                  |
| A2744 YD4 | 8,38         | 13,11                                                 | Galassia          | Galassia confermata                  |
| GRB 090423 | 8,2          | 13,095                                                | Lampo gamma (GRB) | [ 9 ] [ 10 ]                         |
| EGS-zs8-1 | 7,73         | 13,044                                                | Galassia          | Galassia confermata                  |
| z7 GSD 3811 | 7,66         | 13,11                                                 | Galassia          | Galassia confermata                  |
| z8 GND 5296 | 7,51         | 13,02                                                 | Galassia          | Galassia confermata                  |
| A1689-zD1 | 7,5          | 13,10                                                 | Galassia          | Galassia                             |
| SXDF-NB1006-2 | 7,215        | 12,91                                                 | Galassia          | Galassia                             |
| GN-108036 | 7,213        | 12,91                                                 | Galassia          | Galassia                             |
| COSY-0237620370 | 7,1453       | 12,9                                                  | Galassia          | Galassia confermata                  |
| BDF-3299 | 7,109        | 12,9                                                  | Galassia          | [ 20 ]                               |
| ULAS J1120+0641 | 7,085        | 12,9                                                  | Quasar            | [ 22 ]                               |
| A1703 zD6 | 7,045        | 12,89                                                 | Galassia          | [ 17 ]                               |
| BDF-521 | 7,008        | 12,89                                                 | Galassia          | [ 20 ]                               |
| G2-1408 | 6,972        | 12,88                                                 | Galassia          | [ 17 ] [ 23 ]                        |
| IOK-1 | 6,964        | 12,944                                                | Galassia          | Lyman-alfa emitter                   |
| LAE J095950.99+021219.1 | 6,96         | 12,944                                                | Galassia          | Lyman-alfa emitter - Galassia debole |
| SPT-S J034640-5204.9 | 5,6559       | 12,705                                                | Galassia          | Galassia starburst                   |
| § La misura della distanza considerata è la distanza percorsa dalla luce, che non ha un significato fisico diretto. Vedi Misurazioni delle distanze in cosmologia e Universo osservabile |              |                                                       |                   |                                      |

## Oggetti estremamente distanti (Miliardi di anni luce) (Redshift fotometrico)
| Nome | Redshift (zp) | Distanza percorsa dalla luce§ (Miliardi di anni luce) | Tipo                               | Note |
| --- | ------------- | ----------------------------------------------------- | ---------------------------------- | --- |
| UDFj-39546284 | ≅11,9?        | 13,37                                                 | Protogalassia                      | Candidata protogalassia, sebbene recenti studi le attribuiscano un redshift inferiore.                                                                      |
| MACS0647-JD | ≅10,7         | 13,3                                                  | Galassia                           | Candidata a galassia più distante, visualizzata grazie alla lente gravitazionale per l'interposizione di un Ammasso di galassie.                            |
| M0416 8958 | ≅10,112       | 13,3                                                  | Galassia o protogalassia           | Candidata galassia o protogalassia |
| A2744-JD | ≅9,8          | 13,2                                                  | Galassia                           | La più debole galassia nota con z~10. |
| MACS J1149-JD | ≅9,6          | 13,2                                                  | Galassia o protogalassia           | Candidata galassia o protogalassia |
| GRB 090429B | ≅9,4          | 13,14                                                 | Lampo gamma                        | Il redshift fotometrico è piuttosto incerto, con un limite inferiore per il redshift z>7.                                                                   |
| UDFy-33436598 | ≅8,6          | 13,1                                                  | Galassia o protogalassia           | Candidata galassia o protogalassia |
| UDFy-38135539 | ≅8,6          | 13,1                                                  | Galassia o protogalassia           | Candidata galassia o protogalassia. Inizialmente (2010) è stato attribuito un redshift spettrosopico di z=8,55, ma successivamente si è rivelato sbagliato. |
| BoRG-58 | ≅8            | 13                                                    | Ammasso o protoammasso di galassie | Candidato protoammasso di galassie |
| EGS-zs8-2 | 7,61          | 13                                                    | Galassia                           | Candidata galassia o protogalassia |
| Earendel | 6,2           | 12,9                                                  | Stella                             | Stella più distante conosciuta (2022) |
| § La misura della distanza considerata è la distanza percorsa dalla luce, che non ha un significato fisico diretto. Vedi Misurazioni delle distanze in cosmologia e Universo osservabile |               |                                                       |                                    | |